# 豊田市立御蔵小学校
豊田市立御蔵小学校（とよたしりつ みくらしょうがっこう）は、愛知県豊田市御蔵町にある公立小学校。

## 概要
- 校区は小町、東渡合町、御蔵町、実栗町、月原町であり、公立中学校に進学する場合は豊田市立足助中学校へ進学する[1]。
- 豊田市の小規模特認校に指定されており、一部は豊田市内の別の校区から転入学してきた児童である[2]。
- 旧・東加茂郡足助町の小学校であった。

## 沿革
- 1873年（明治6年）11月11日 - 御蔵村に御蔵学校が開校する。
- 1875年（明治8年） - 校舎を新築し、移転する。
- 1878年（明治11年） - 西樫尾村、東渡合村、小町村、御蔵村、実栗村、大蔵村、切山村、小手沢村が合併し、広岡村となる。
- 1887年（明治20年） - 尋常小学御蔵学校に改称する。
- 1889年（明治22年）10月1日 - 大河原村、中立村、葛村、摺村、栃ノ沢村、東中山村、大塚村、塩ノ沢村、月原村、広岡村、白山村が合併し、阿摺村が発足。
- 1892年（明治25年） - 御蔵尋常小学校に改称する。
- 1894年（明治27年）6月4日 - 阿摺村の一部（中立、葛、摺、栃ノ沢、東中山、大塚、塩ノ沢、深田、東広見）が分立し、瑞穂村が発足。瑞穂尋常小学校は瑞穂村の学校となる。
- 1906年（明治39年）5月1日 - 阿摺村、瑞穂村、大和村が合併し、阿摺村が発足する。
- 1910年（明治43年） - 阿摺第四尋常小学校に改称する。
- 1914年（大正3年） - 高等科を設置する。同時に阿摺北部尋常高等小学校に改称する。
- 1941年（昭和16年）4月1日 - 阿摺村立北部国民学校に改称する。
- 1947年（昭和22年）4月1日 - 阿摺村立北部小学校に改称する。
- 1955年（昭和30年）4月1日 - 足助町、盛岡村、賀茂村、阿摺村が合併し、足助町となる。同時に足助町立御蔵小学校に改称する。
- 1998年（平成10年） - 新校舎が完成する。
- 2005年（平成17年）4月1日 - 足助町が豊田市へ編入される。同時に豊田市立御蔵小学校に改称する。

## 交通アクセス
- 足助地域バス「あいま～る」Aコース「御蔵小学校」バス停より徒歩すぐ。　※運行日注意
- 足助地域バス「あいま～る」Hコース「御蔵」バス停より徒歩約1分。　※運行日注意